# 安德鲁·拉特克利夫
安德鲁·拉特克利夫（英語：Andrew Ratcliffe，1955年4月27日—），澳大利亚男子田径运动员，主攻短跑。他曾代表澳大利亚参加1974年英联邦运动会田径比赛，获得男子4x100米接力金牌。